# Athéna Parthénos
Vous lisez un « bon article » labellisé en 2016.
Cet article concerne la sculpture de Phidias. Pour l'article sur la déesse, voir Athéna.
La statue d’Athéna Parthénos (grec ancien : Παρθένος Ἀθηνᾶ) est une sculpture monumentale chryséléphantine (faite d'or et d'ivoire) de la déesse grecque Athéna. Attribuée à Phidias, elle était une offrande de la cité d'Athènes à sa déesse tutélaire. Une salle du Parthénon, sur l'acropole d'Athènes, fut conçue exclusivement dans le but de l'accueillir.
De nombreux artistes et artisans travaillèrent à la réalisation du mannequin, probablement en cyprès, puis à la mise en place des plaques d'or et d'ivoire. Haute d'environ 11,50 mètres, la statue reprenait des canons esthétiques anciens (péplos ou coiffure) et proposait des innovations (position des jambes). Elle était casquée et tenait un grand bouclier rond et une lance, posés au sol à sa gauche, à côté de son serpent sacré. Vêtements, bijoux, accessoires et même base de la statue étaient décorés, principalement avec le motif du serpent et de la gorgone. Le bouclier portait à l'intérieur une gigantomachie et sur l'extérieur le décor le mieux connu et le plus reproduit, une amazonomachie.
La statue disparut à un moment mal déterminé du premier millénaire. Plusieurs répliques et œuvres s'inspirent de l'originale.

## Parthénon et statue d'Athéna

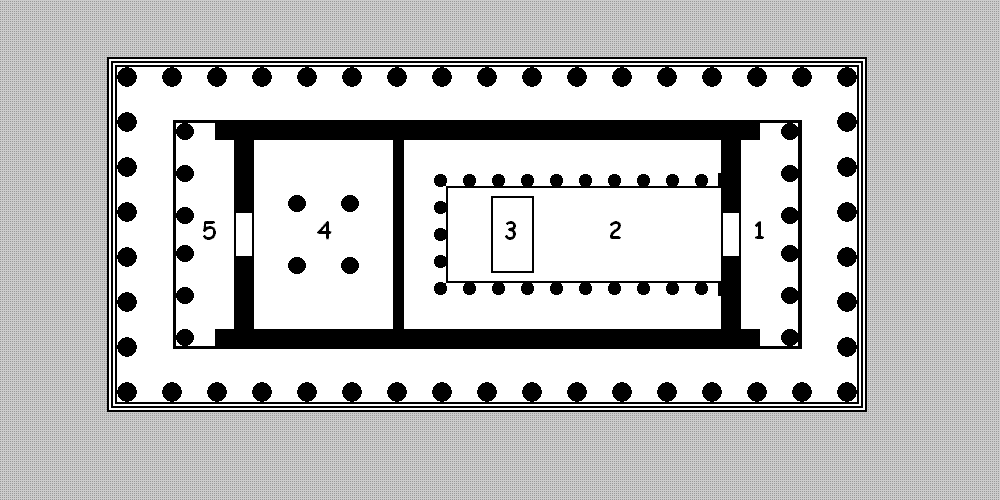
Plan du Parthénon :
1) Pronaos (côté est)
2) Naos hécatompédos néos (côté est)
3) Statue chryséléphantine d'Athéna Parthénos
4) Parthénon (salle des vierges, trésor) (côté ouest)
5) Opisthodome (côté ouest)

En 480 av. J.-C., les Perses saccagèrent l'Acropole d'Athènes dont un « pré-Parthénon » alors en construction. Après leurs victoires de Salamine et Platées, les Athéniens auraient juré de ne pas achever les temples détruits mais de les laisser tels quels, en souvenir de la « barbarie » perse. La puissance d'Athènes grandit ensuite peu à peu, principalement au sein de la ligue de Délos qu'elle contrôlait de façon de plus en plus hégémonique. D'ailleurs, en 454 av. J.-C., le trésor de la ligue fut transféré de Délos à Athènes. Un vaste programme de constructions célébrant la gloire de la cité fut alors lancé, financé par ce trésor ; parmi celles-ci, le Parthénon. Ce bâtiment nouveau n'était pas prévu pour devenir un temple, mais un trésor destiné à accueillir la colossale statue chryséléphantine d'Athéna Parthénos. Il est même probable que le projet de statue a précédé le projet du bâtiment. Celle-ci était une offrande de la cité à la déesse, mais pas une statue de culte : il n'existait pas de prêtre ou de prêtresse d'Athéna Parthénos.
Le Parthénon fut érigé entre 447 et 438 av. J.-C.. Le maître d'œuvre du chantier fut Phidias et les architectes du bâtiment furent Ictinos et Callicratès. Le bâtiment était octostyle (huit colonnes en façade et dix-sept sur les côtés du péristyle) et mesurait 30,88 mètres de large pour 69,50 mètres de long. Le sékos (partie fermée entourée du péristyle) fut divisé en deux salles. La petite à l'ouest, le « Parthénon » proprement dit (la « salle des vierges »), abritait le trésor de la ligue de Délos et des offrandes,,. À l'est, l'« hécatompédos néos » accueillait la statue d'Athéna Parthénos. La salle avait une longueur de 29,90 m, soit autour de cent pieds athéniens, sur 19 m de large, avec une hauteur sous plafond de 12,50 m.
Les sources antiques principales sur l'œuvre sont Pausanias et Pline l'Ancien,. C'est d'ailleurs Pausanias qui est à l'origine du nom qu'on lui connaît actuellement avec l'adjectif « Parthénos ». Les sources précédentes évoquaient plutôt « la statue », « la statue d'Athéna », « la statue en or d'Athéna » ou « la statue en ivoire d'Athéna » voire simplement « l'Athéna », signe qu'elle était suffisamment célèbre pour qu'il y ait à peine besoin de préciser. Cependant, « Parthénos » était une des épiclèses de la déesse depuis la fin du VIe siècle av. J.-C. au moins.

## Réalisation

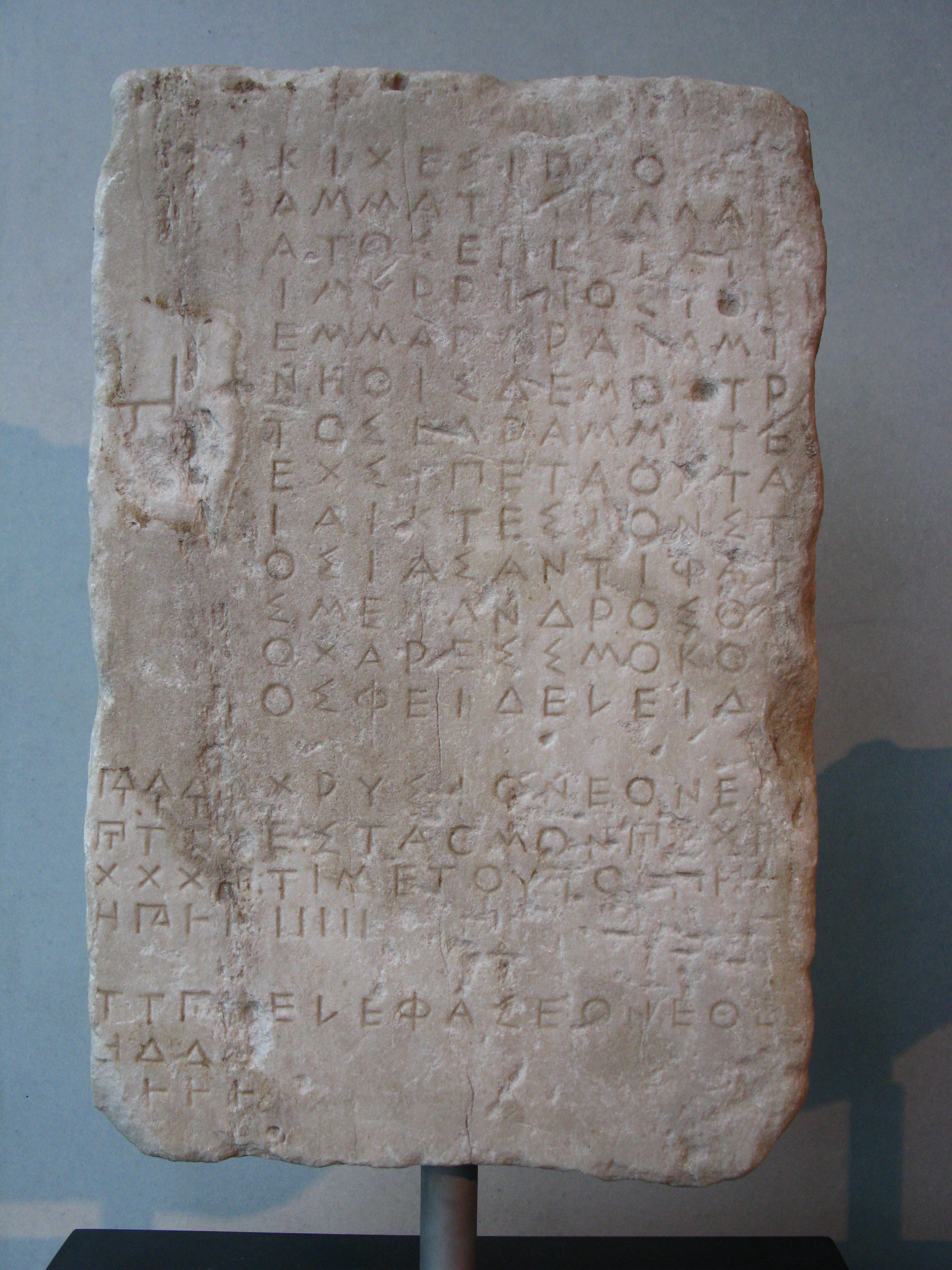
Fragment des comptes relatifs à la réalisation de la statue d'Athéna Parthénos. Musée de l'Acropole d'Athènes.

Selon Pausanias et Plutarque, la statue n'est pas du seul Phidias mais d'une équipe d'artisans représentant plusieurs corps de métiers, Phidias supervisant quant à lui l'ensemble des travaux de décoration du Parthénon,,. L'emplacement de l'atelier où la statue fut réalisée est inconnu. Il aurait pu se trouver sur l'acropole, à l'extrémité est, sous ce qui a longtemps été ensuite l'ancien musée. Cependant, étant donné le coût des matériaux précieux (or et ivoire), il aurait aussi pu être installé ailleurs, au pied du rocher sacré, loin des allées et venues du chantier principal et de sa poussière.
Il est très probable que la statue a été réalisée en « pièces détachées », peut-être montée une première fois dans l'atelier, puis démontée, déplacée vers le Parthénon, après l'achèvement de celui-ci et installée à sa place définitive. Les comptes qui subsistent permettent d'évaluer le coût de l'œuvre à 704 talents, soit l'équivalent de 200 trières (la base de la puissance navale de la cité). La statue était cependant considérée comme une réserve financière ultime, l'or la décorant pouvant être fondu si nécessaire. Selon les divers auteurs antiques, le poids d'or utilisé aurait été entre 40 et 50 talents, soit entre 1 et 1,3 tonne d’or. À titre de comparaison, le tribut annuel des « alliés » de la Ligue de Délos s'élevait à l'époque à 28 talents. Dans un autre ordre d'idées, cet or aurait représenté pour la cité d'Athènes plus d'un an de salaire de 10 000 ouvriers qualifiés, plus d'un an de solde pour 10 000 hoplites ou 10 000 rameurs de la flotte de guerre. La quantité et le coût de l'ivoire sont plus difficiles à déterminer. Il en fallut pour le visage, les bras et les pieds de la statue, ainsi que pour la tête de la gorgone sur la poitrine de la déesse. Il est moins certain que de l'ivoire ait pu être utilisé pour les écailles du serpent. Sur une inscription de 440-439 av. J.-C. est enregistré l'achat d'une quantité inconnue d'ivoire d'éléphant pour la somme de 24 talents et 743 drachmes d'argent. Il est cependant difficile de savoir s'il s'agissait de l'intégralité du matériau nécessaire.
La statue était montée sur une armature en bois imputrescible, probablement du cyprès. Un décret des Athéniens remercie le peuple des Étéocarpathiens de leur avoir fourni du bois de cyprès de grande dimension. Ce bois provenait d'une forêt consacrée à Apollon et donc ne pouvait être exploité que dans un but religieux. Dans le sol du Parthénon se voit encore le trou (75,5 cm sur 54 cm et 37 cm de profondeur) où venait se planter la poutre centrale. Autour de ce « mât », toute une armature dans le même bois de cyprès donnait forme à la statue. La cité disposait de la technique et des artisans capables de ce travail avec ses très nombreux charpentiers de marine,. Sur cette armature étaient fixées, probablement clouées, des plaques d'or. Il n'est pas possible de savoir si elles avaient été fondues (et les moules conservés, peut-être en cas de réfection) ou martelées (technique du sphyrélaton),. Le travail de l'ivoire était beaucoup plus difficile, même si la statue d'Athéna Parthénos n'était pas la première statue grecque à employer ce matériau importé. Oppien de Corycos donne de précieuses indications sur les techniques utilisées. Les surfaces nécessaires (visage, bras et pieds) dépassaient de beaucoup la taille des défenses d'éléphant. Cependant, celles-ci sont constituées de fines couches d'ivoire superposées qu'il est possible de « dérouler comme un rouleau de papyrus ». Le problème suivant était de donner forme à ces longues lames. C'était le travail de spécialistes capables d'amollir le matériau puis de le mouler. Les plaques d'ivoire ainsi créées avaient la souplesse des plaques de cire utilisées pour le moulage des statues de bronze, technique que Phidias maîtrisait à la perfection. Si les plaques d'or étaient probablement directement clouées sur l'armature, l'ivoire plus fragile fut certainement fixé plus délicatement à l'aide de chevilles ou collé à l'aide de glu à base de poisson. Les jointures entre plaques d'ivoire ont très certainement été masquées dans les ombres portées et par les bijoux (bracelets et collier). L'ivoire devait ensuite être poli, le plus souvent à l'aide de peaux de squatines (type de requin). Enfin, l'ivoire était peint : la déesse était « maquillée » avec du rouge sur les joues et les lèvres ainsi que sur les ongles. Il est aussi très peu probable que l'or ait été laissé tel quel : il devait être incrusté de pierres précieuses et semi-précieuses qui reflétaient encore plus la lumière.
La statue a dû être achevée en 438 av. J.-C., date où elle fut consacrée et installée dans le Parthénon. L'or et l'ivoire qui n'avaient pas été utilisés furent alors mis en vente.

## Description

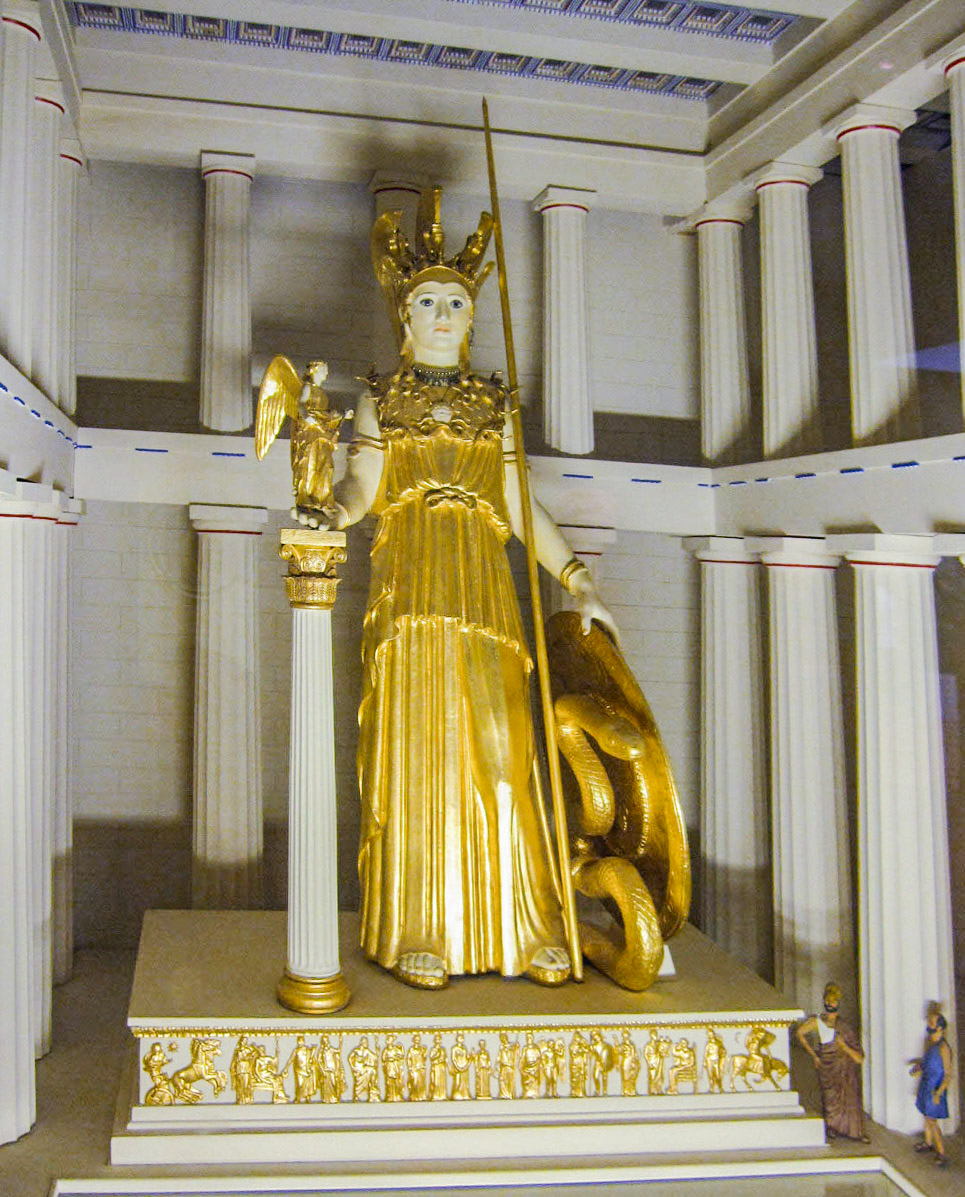
Statue en taille réduite (Musée royal de l'Ontario). Restitution suggérée par Neda Liepen.

La statue était installée dans la salle principale du Parthénon, à l'est. Derrière elle et sur les côtés, des colonnes doriques soutenaient le toit et lui offraient l'écrin d'un baldaquin. Devant elle, un large bassin rempli d'eau jouait plusieurs rôles : il servait à maintenir un degré suffisant d'humidité dans la pièce (pour conserver l'ivoire) et il devait aussi offrir le reflet de la statue tout en réfléchissant la lumière extérieure qui l'illuminait. Il a été suggéré qu'il y aurait pu avoir des fenêtres (probablement hautes de 3 m et larges de 2,5 m) de chaque côté de la porte (haute de 9,75 m et large de 4,19 m) qui auraient laissé entrer le jour,,.
La statue mesurait, selon Pline l'Ancien, 26 coudées (soit à peu près 11,50 m de haut), probablement en comptant sa base. Elle arrivait ainsi à moins d'un mètre cinquante du plafond,,. Elle remplissait donc la salle de sa présence. L'idée de Phidias était semble-t-il de représenter la déesse sous son « véritable » aspect, dans toute sa majesté, sa beauté, sa magnificence voire dans sa taille réelle, puisque les dieux étaient considérés comme proportionnellement beaucoup plus grands que les humains.
Seul le piédestal de la statue a été préservé. Il s'agit d'un parallélépipède en pôros mesurant 8,065 m sur 4,10 m et 1,30 à 1,50 m de haut. Sur l'avant de cette base, une plaque sculptée évoquait la naissance de Pandore en présence de vingt dieux,,. C'est le seul élément de décor qui n'ait pas été par la suite copié et reproduit, il est donc inconnu dans ses détails. Il n'est même pas possible de savoir s'il était en marbre ou en bronze doré. La présence de ce thème (naissance de la première femme, de plus femme fatale) est assez difficile à concilier avec la représentation de la déesse vierge de la sagesse. C'était peut-être un symbole des deux aspects de la féminité, voire du rôle croissant des femmes dans l'Athènes du Ve siècle av. J.-C.. D'autres interprétations sont proposées. Hélios et Séléné encadraient la scène ; il est donc possible d'y voir une forme de calendrier. Pandore peut aussi être lue comme un avertissement du fait qu'avec les dieux, rien n'était jamais acquis. Ainsi, l'Athènes de Périclès, triomphante, a maîtrisé les techniques modernes, tout comme les premiers hommes avaient maîtrisé le feu. Ils avaient ainsi déséquilibré l'ordre ancien et avaient été punis (avec une femme fabriquée par Héphaïstos, dieu du feu et des techniques). Athènes devait donc éviter de tomber dans l'hybris. Plus optimiste, le mythe de Pandore pourrait être le rappel que même au plus profond des difficultés, l'espoir peut toujours renaître. Enfin, loin de la Pandore décrite par Hésiode et citée par Pausanias pour évoquer le décor de la base, il existe une Pandore athénienne. Celle-ci est une des filles d'Érechthée, une des Hyacinthides qui se sacrifièrent pour sauver la cité. Elle aurait eu une naissance miraculeuse, de type autochtone, et aurait été liée à la déesse Athéna, principalement par le tissage. Pandore était présentée dans ce mythe athénien comme une « kourotrophe » (porteuse d'enfant donc nourricière) et porteuse de bienfaits. Dès lors, Joan Connelly propose de lire la scène comme l'apothéose de la Pandore athénienne, et non comme la naissance de la Pandore « hésiodique ».
L'Athéna portait un péplos entrouvert sur le côté droit, comme c'était la règle pour les représentations féminines de la première moitié du Ve siècle av. J.-C. Cependant, sa posture était nouvelle (dans le canon que Polyclète allait ensuite développer pour ses statues d'athlète) : la jambe gauche était un peu fléchie, le genou en avant, le talon ne posant pas sur le sol. Cette posture semble avoir été choisie plus pour des raisons techniques d'équilibre et de volume du bas du mannequin que pour des raisons esthétiques. Le buste par contre ne semble pas avoir été touché par le déséquilibre du bas du corps, il aurait été bien droit et frontal,,.
Par-dessus son péplos, elle portait en pectoral l'égide bordée de serpents avec en son centre, au niveau du plexus solaire le gorgonéion en ivoire. Le visage de la déesse était lui aussi en ivoire, probablement sans réelle expression, comme c'était alors la règle esthétique. Cependant, elle pourrait avoir eu les lèvres entrouvertes, symbolisant le souffle de vie. Des pierres précieuses permettaient à ses yeux d'avoir la couleur pers correspondant à une des épithètes d'Athéna. De longues mèches de cheveux s'échappaient de son casque et descendaient jusque sur l'égide. C'était une réinterprétation de la coiffure des korai, les statues archaïques de jeune femme abondamment dédiées à la déesse sur l'acropole d'Athènes. Le casque était de type attique, avec les paragnathides (pièces protégeant les joues) relevées et décorées de griffons. Le sommet du casque avait trois cimiers : une sphinge au centre, entourée de chaque côté d'un cheval ailé. La visière était ornée de protomés. La tranche de ses sandales (de type « étrusques »), haute d'environ 20 cm, était décorée d'une centauromachie peinte ou sculptée, les sources ne permettent pas de trancher. Sa ceinture était deux serpents noués. Athéna portait aussi des bijoux : un pendentif à chaque oreille, des bracelets en forme de serpent à chaque poignet et biceps et un collier,,.
La main gauche retenait son bouclier et sa lance. À ses pieds de ce côté gauche, se lovait son serpent sacré. Dans la main droite, peut-être appuyée sur une colonne pour la soutenir, elle tenait une statue de Niké, haute de 2 m. Cette symbolisation de la victoire tenait elle-même une couronne de lauriers en or, qu'elle devait s'apprêter à placer sur la tête de la déesse. La colonne est présente dans les copies où elle est nécessaire pour des questions d'équilibre de la terre cuite ou du marbre, mais son existence pour la statue d'origine reste discutée,,. La présence d'une colonne pourrait alors expliquer le fait que le serpent sacré d'Athéna ait été placé à sa gauche (où il cachait en partie le décor du bouclier), plutôt qu'à sa droite, sa place habituelle. Si cette colonne était présente, elle pourrait aussi avoir été le premier exemple d'un chapiteau corinthien, développé ensuite par les deux architectes sur leur temple d'Apollon à Bassae.
Le bouclier d'un diamètre de 4,8 à 5 m était orné à l'extérieur d'une amazonomachie. C'était l'élément de décor le plus visible, donc le plus décrit et le plus copié. Au centre se trouvait à nouveau un gorgonéion qui devait ressembler à la Méduse Rondanini puisqu'elle en est fortement inspirée. Il était entouré d'une trentaine de combattants. Thésée commandait les troupes grecques, des Athéniens donc. Face à eux, des Amazones montaient à l'assaut de l'Acropole comme l'indiquait le décor abrupt. Selon Plutarque, Phidias se serait représenté parmi les Athéniens, au centre en haut, en vieil homme chauve s'apprêtant à lancer la pierre tenue à deux mains au-dessus de sa tête. Il aurait aussi inclus Périclès, juste à côté de lui, à droite, armé d'une lance. Ce geste, qui lui fut reproché, est cependant la preuve que ce décor sculpté en relief était bien de la main de Phidias lui-même,,. L'intérieur du bouclier, moins visible était peint d'une gigantomachie,. Les trois combats représentés sur la statue (centauromachie, gigantomachie et amazonomachie) se retrouvaient aussi sur le décor sculpté du Parthénon. Les métopes sud sont ornées d'une centauromachie, celles de l'est d'une gigantomachie et celles de l'ouest d'une amazonomachie,.
Le serpent (δράκων), représentait probablement les puissances chthoniennes qui auraient été présentes sur l'acropole depuis les origines, voire Erichthonios lui-même que la déesse avait élevé sur son rocher sacré,. De fait, les monstres (sphinge, griffons, chevaux ailés, serpents et gorgones) qui ornent la statue de la divinité symbolisent ces forces primitives qu'elle a domestiquées.
Les thèmes choisis pour décorer cette statue, tout comme ceux qui ornaient l'ensemble du bâtiment, faisaient partie d'un programme iconographique et politique de la célébration de la cité à travers sa déesse tutélaire. Athènes, au faîte de sa gloire à l'époque de Périclès, évoquait ici la victoire de la (de sa) civilisation sur le chaos, le désordre, l'hybris et la barbarie en général, au-delà même de la commémoration de sa victoire dans les guerres médiques. Les vertus et la piété de la cité se lisaient dans son offrande à sa déesse. Sa puissance commerciale et navale se matérialisait dans les matériaux employés : l'or et l'ivoire, très chers, venus de très loin.

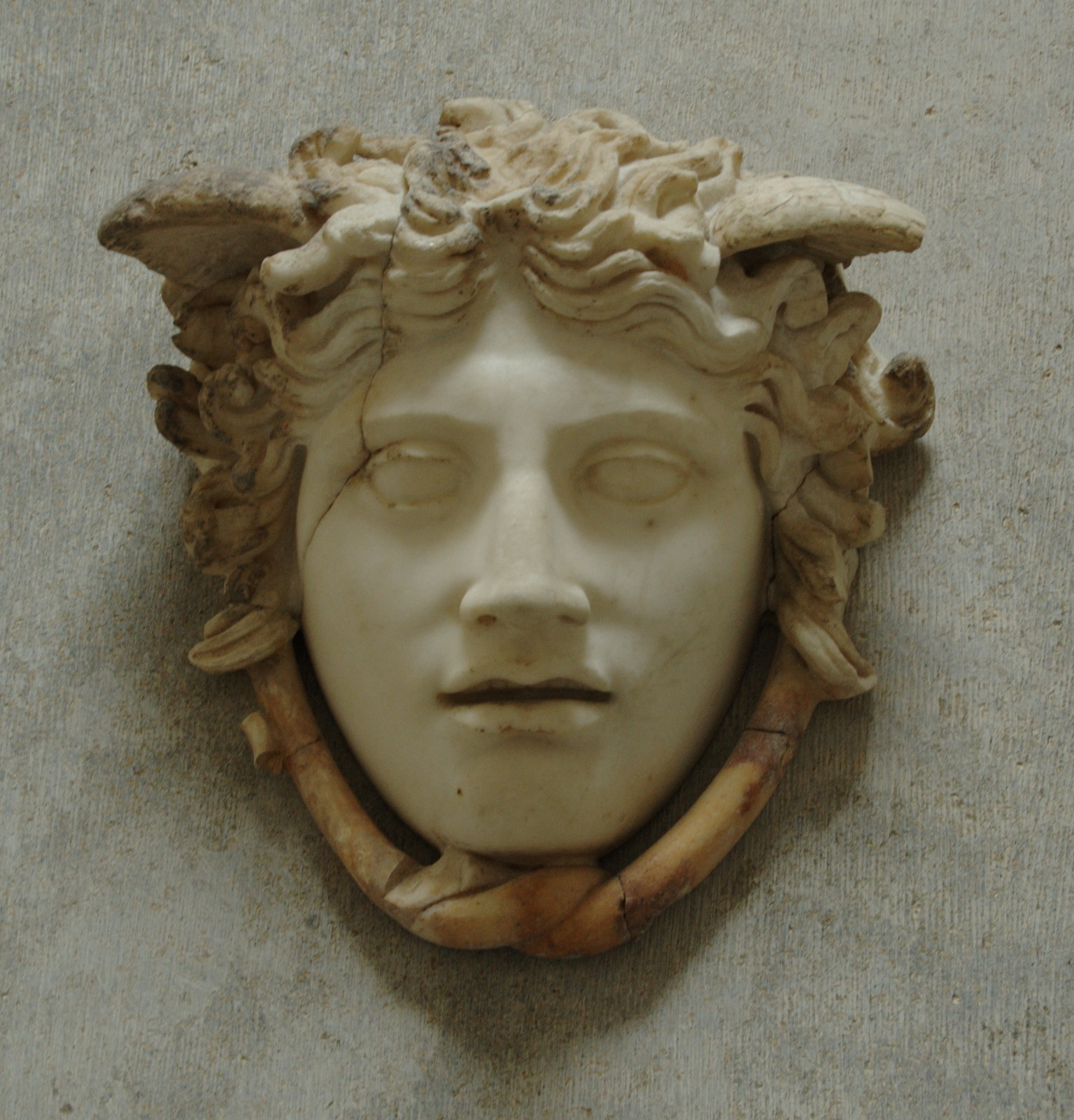
Méduse Rondanini, Glyptothèque de Munich, no 252.
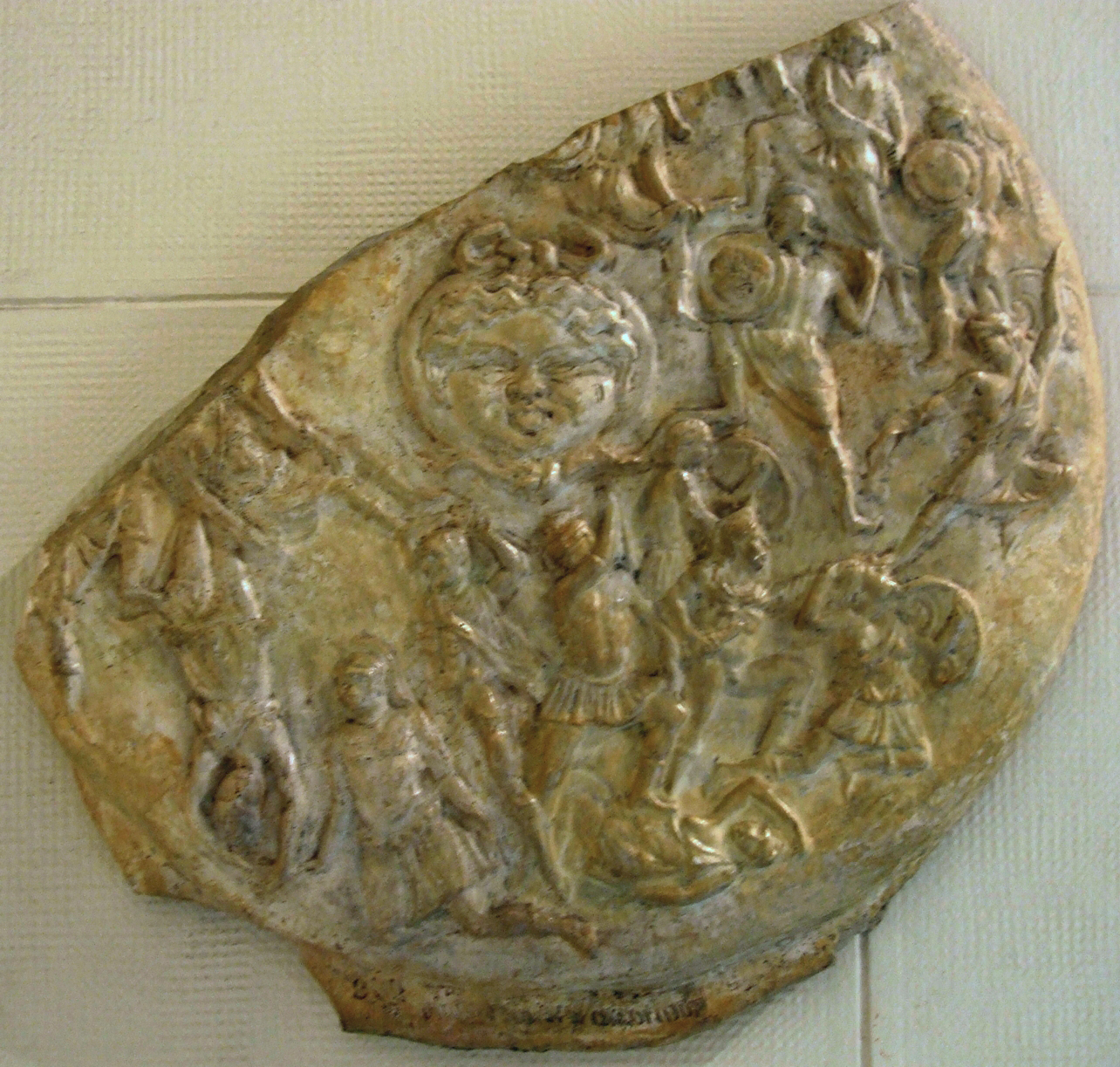
Moulage de plâtre du « bouclier Strangford » (copie romaine de l'extérieur du bouclier de l'Athéna Parthénos), Musée des Beaux-Arts Pouchkine.
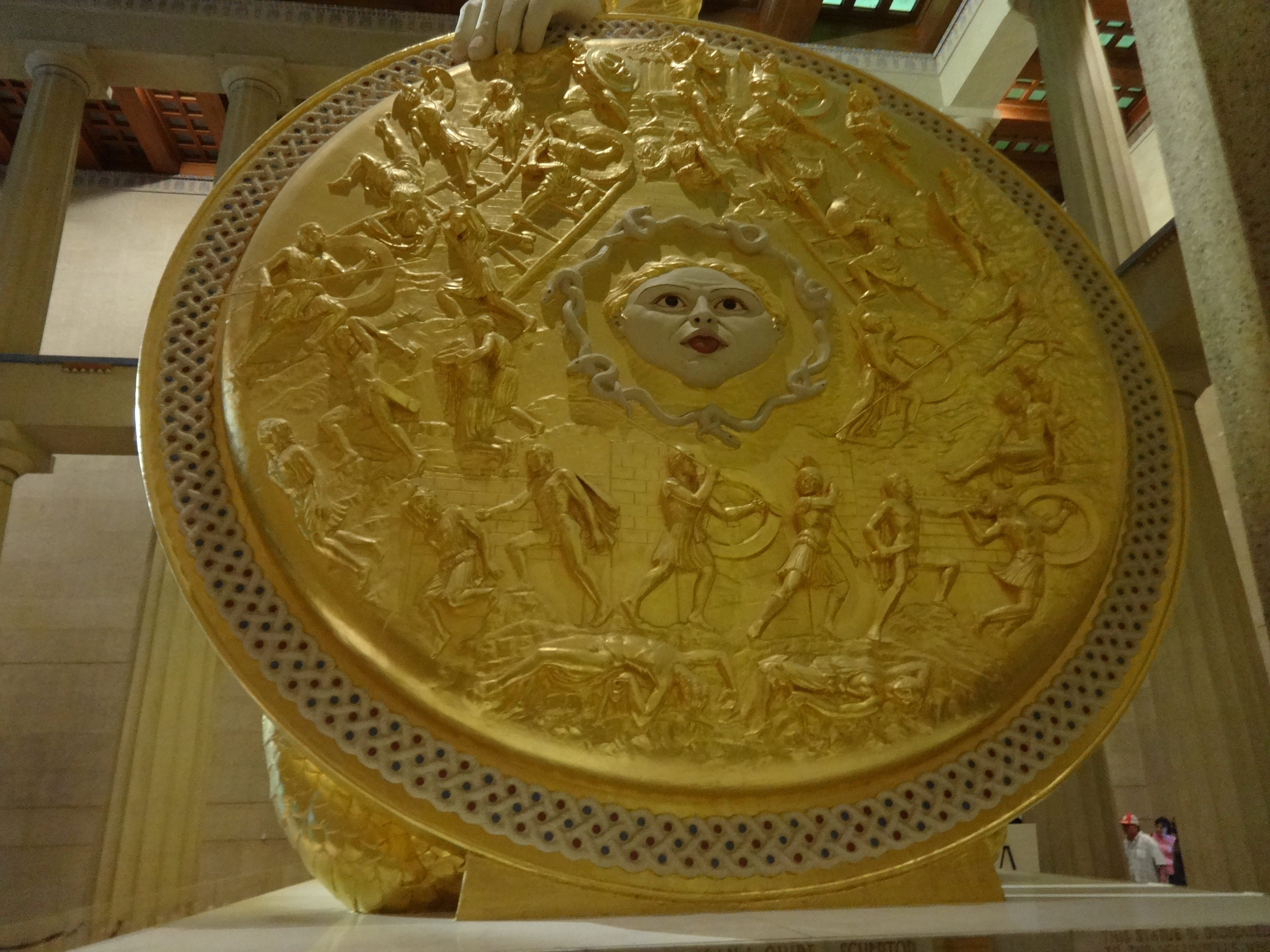
Réplique grandeur nature (ciment et acier doré) du bouclier pour la réplique grandeur nature de la statue dans la réplique du Parthénon de Nashville.

## Histoire
L'ivoire, matériau fragile et sujet à dessiccation, était entretenu à l'aide d'une eau huilée qu'on laissait à disposition dans un bassin, au pied de la statue. La couche d'huile laissait une pellicule protectrice empêchant l'évaporation et donnant un lustre à l'ivoire. De l'eau était utilisée pour asperger le pavement du temple et lutter contre un air trop sec pour la bonne conservation de la statue, essentiellement en bois.
Le luxe de la statue contrastait avec son intérieur rempli, comme toutes les statues chryséléphantines, par « des leviers, des coins, des clous qui traversent la machine de part en part, des chevilles, de la poix, de l'argile et d'autres choses aussi choquantes à la vue, sans parler encore d'une infinité de mouches ou de musaraignes », comme le décrit Lucien de Samosate dans Le Songe ou le coq, XXIV,.
Selon les sources en 438 av. J.-C. (dès la consécration de la statue) ou en 432 av. J.-C. (juste avant le déclenchement de la guerre du Péloponnèse), Phidias fut accusé d'avoir détourné une partie des métaux précieux utilisés pour la réalisation de la statue d'Athéna Parthénos, ce qui était en soi aussi un sacrilège puisque l'or appartenait à la déesse. Arrêté, il se serait évadé, ce qui fut interprété comme un aveu. Il aurait fui à Olympie où il réalisa la statue chryséléphantine de Zeus et où il mourut. Pour les historiens, Phidias aurait alors été un moyen pour les adversaires politiques de Périclès d'attaquer l'archonte,. Plus tard, entre 300 et 295 av. J.-C., le tyran Lacharès aurait fait enlever les plaques d'or pour payer ses troupes. Cependant, la véracité de ce geste est difficile à établir. Si Lacharès avait pris l'or de façon définitive, il commettait un sacrilège. Si son geste était un simple « emprunt » à Athéna, la règle était de rembourser avec intérêts, difficile si à la base le seul moyen d'obtenir des fonds était de dépouiller la déesse,.
Le Parthénon fut ravagé par un incendie à une date mal déterminée durant l'Antiquité tardive, causant de graves dégâts. Le toit s’effondra. Les colonnes doriques du naos furent remplacées par des colonnes provenant de stoas hellénistiques de l'agora romaine. La statue fut endommagée mais restaurée. Elle aurait été transportée à Constantinople avec la statue chryséléphantine de Zeus d'Olympie où elle pourrait avoir encore été au Xe siècle,. Une autre hypothèse s'appuie sur la présence de traces d'une seconde base. La statue d'Athéna Parthénos aurait pu alors être remplacée, sans qu'on dispose de plus de détails. Jusqu'à l'édit de Théodose en 380, le Parthénon conserva son rôle religieux « païen ». Il semble avoir connu ensuite une période plus ou moins longue d'abandon. Quelque part entre le VIe siècle et le VIIe siècle, le bâtiment fut transformé en église. Les sources n'évoquent pas la statue à ce moment-là. Il n'est donc pas possible de savoir si elle avait été détruite ou transportée à Constantinople.

## Copies antiques et répliques

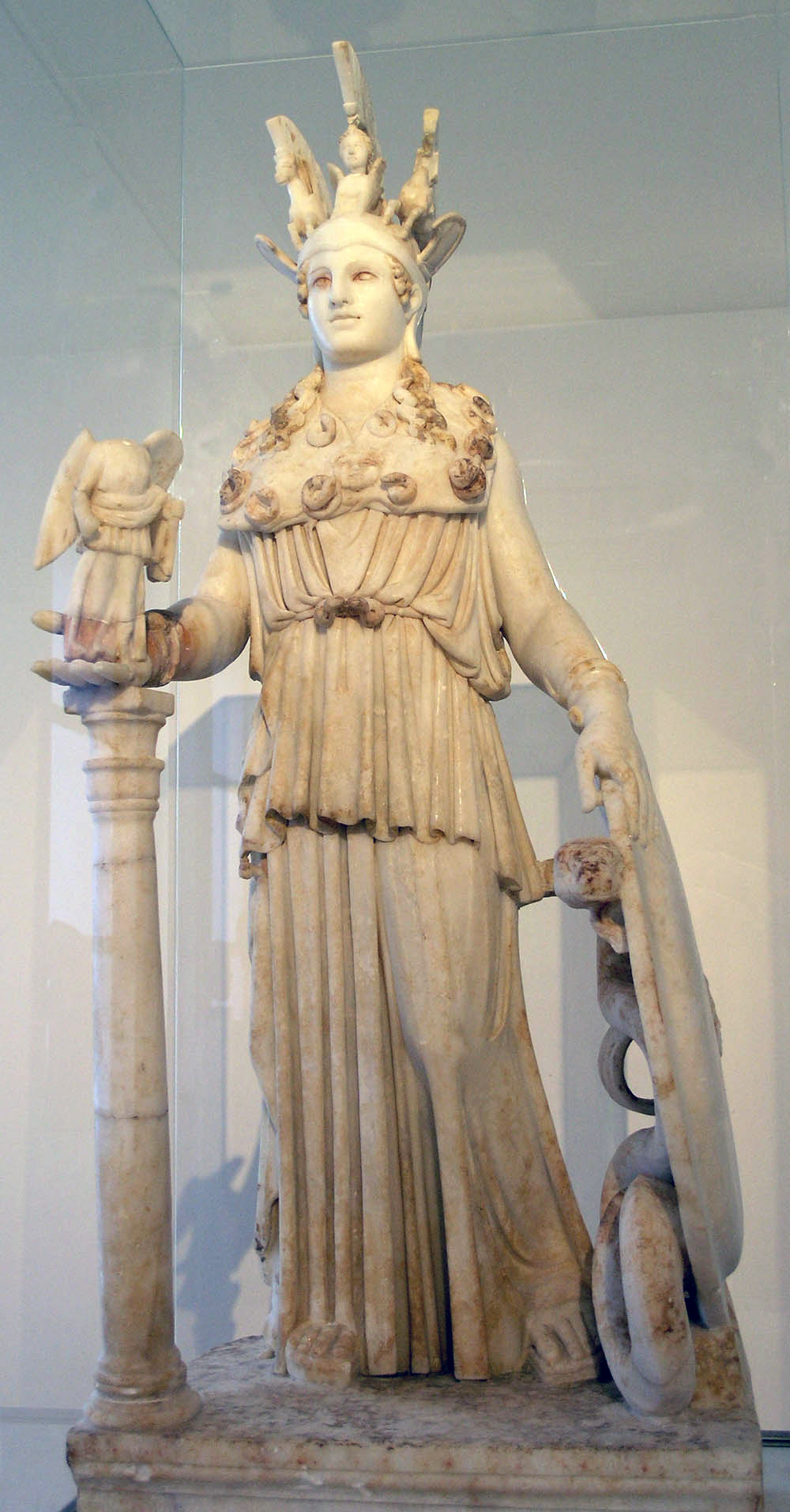
Athéna du Varvakéion. Statue de marbre du Pentélique (1re moitié du III) trouvée à Athènes près du lycée Varvákeion en 1880. C'est la mieux préservée des copies connues. Haute de 1.045 m, elle est environ douze fois plus petite que l'œuvre originale.

Au moins soixante-neuf copies à échelle réduite, de la statue sont connues. Très tôt, son influence se fit sentir, parfois très loin. Ainsi, des médaillons en or provenant d'une tombe de Koul-Oba (Crimée) et conservés au Musée de l'Ermitage, reproduisent la tête de la statue. Durant l'époque romaine, de petites copies furent produites en série, parfois en simplifiant le décor. L’Athéna du Varvakéion en est un des exemples les plus célèbres. Parfois, seul le décor était reproduit, principalement celui de l'extérieur du bouclier, apparemment sous forme de plaques décoratives destinées à l'exportation.
Parmi les copies antiques les plus célèbres, se trouvent l’Athéna Lenormant et donc l’Athéna du Varvákeion conservées au musée national archéologique d'Athènes, la Minerve au collier du musée du Louvre ou une copie romaine signée Antiochos conservée au Palais Altemps (musée national romain). Une restitution a été réalisée par le sculpteur Pierre-Charles Simart, entre 1846 et 1855 pour le duc de Luynes. Elle est exposée dans son château de Dampierre.
Une réplique grandeur nature a été réalisée en 1990 pour le Parthénon de Nashville par le sculpteur américain Alan LeQuire (en). Sur une armature d'acier et d'aluminium, un mélange de plâtre et de fibre de verre fut recouvert par 8 kg de feuilles d’or. Il s'agit alors de la plus grande sculpture intérieure occidentale.

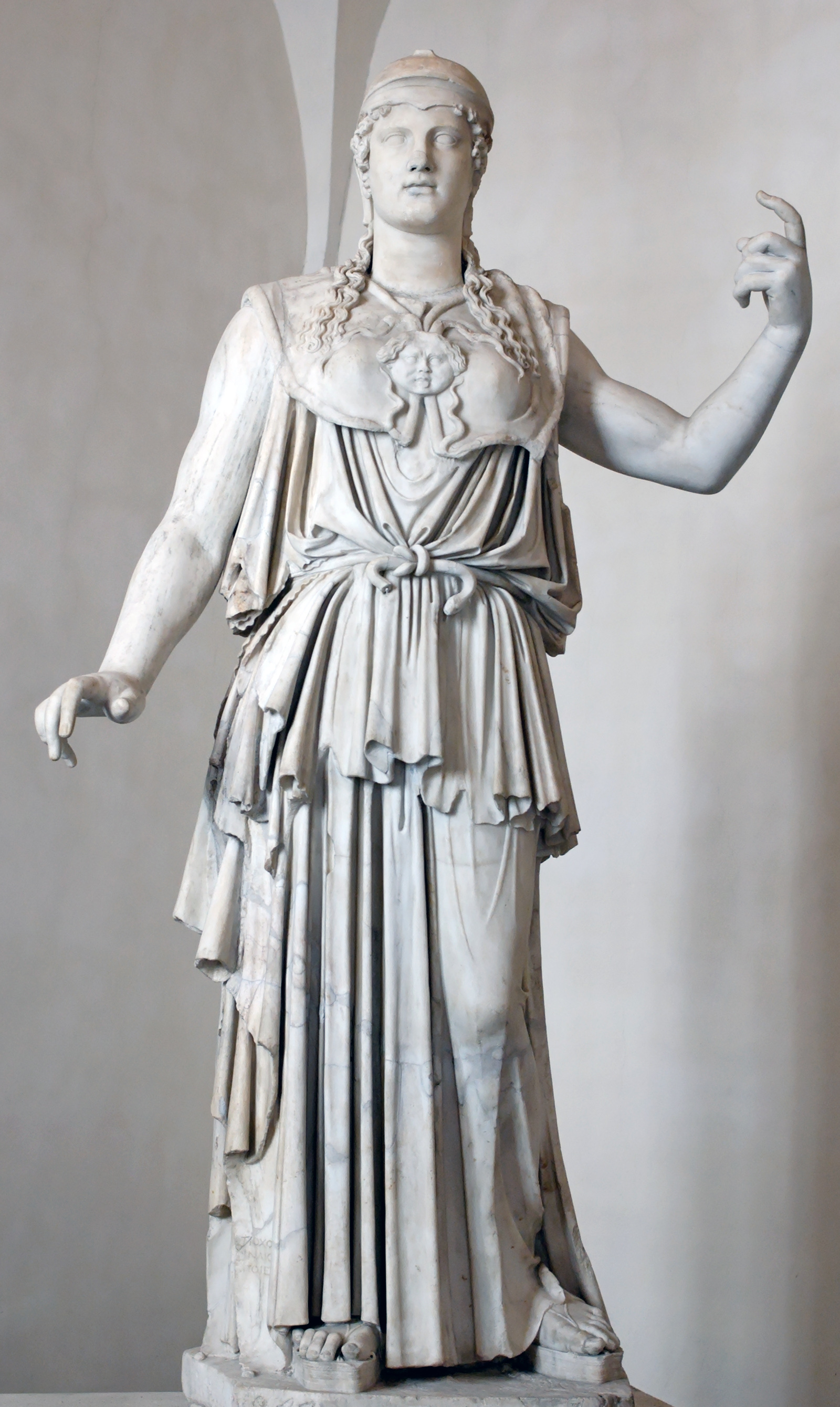
Copie romaine (Ier siècle av. J.-C., restauration au XVIIe siècle), signée Antiochos. Musée national romain (Palais Altemps), Inv. 8622.
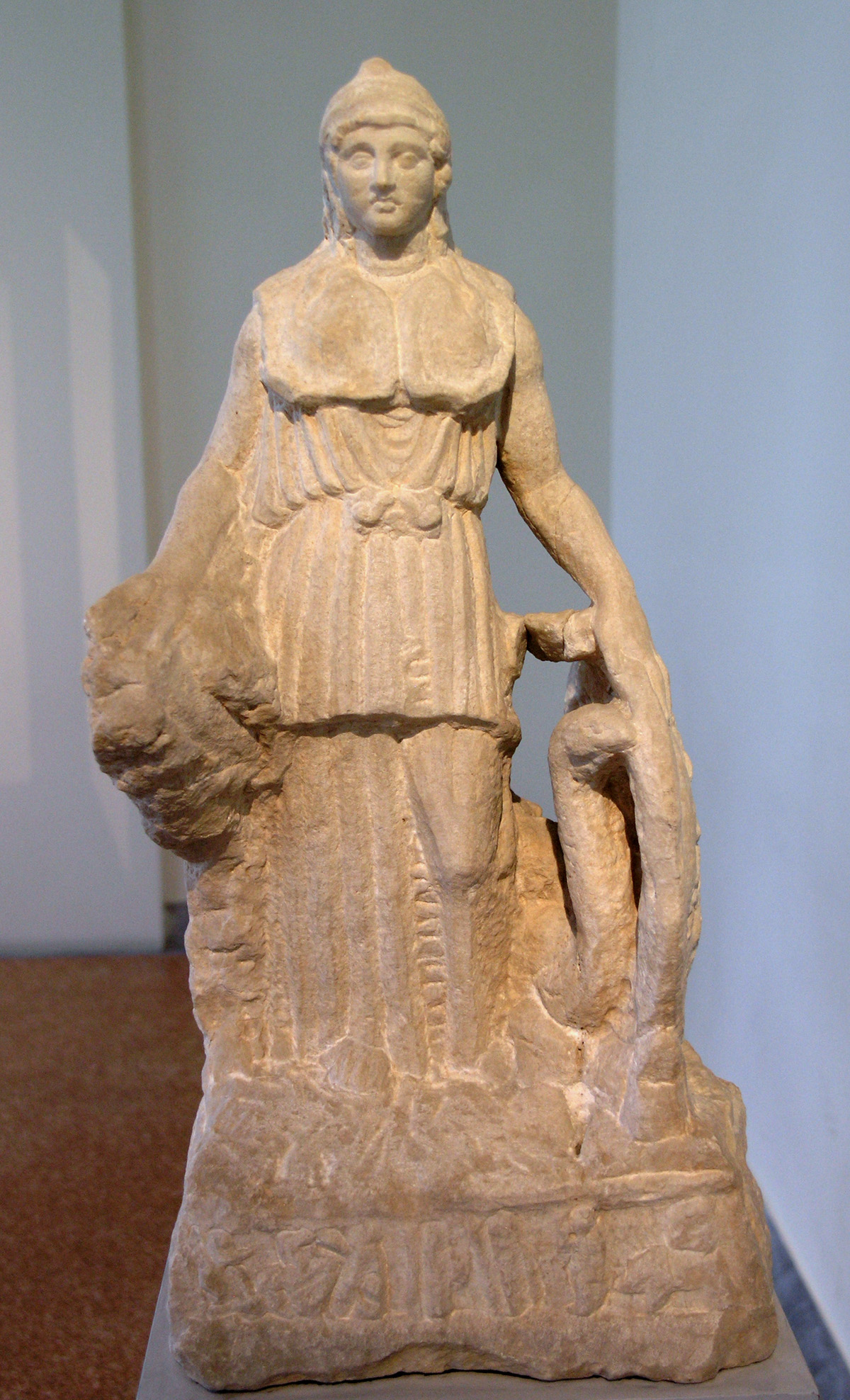
Athéna Lenormant, copie en marbre du Pentélique (probablement du Ier siècle). La naissance de Pandore est reproduite sur la base. (Musée national archéologique d'Athènes 128)
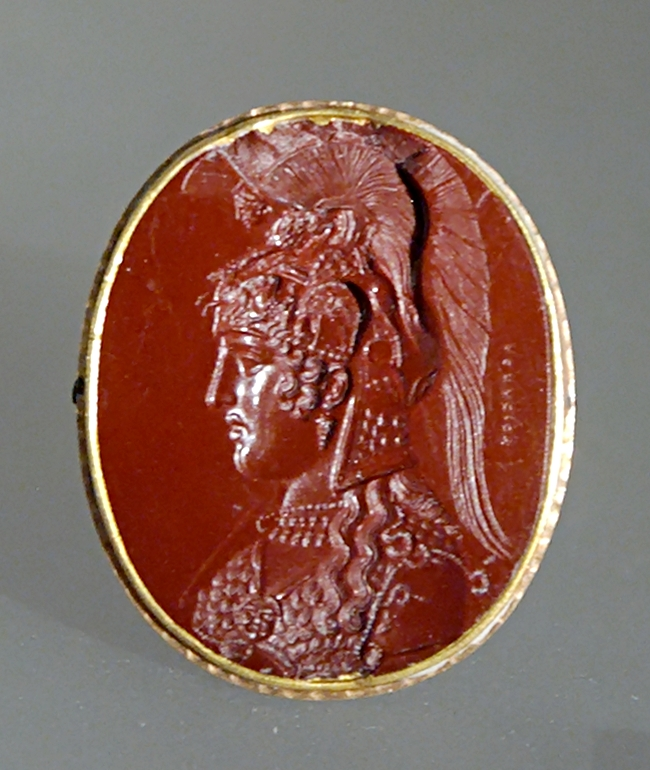
Intaille gravée par Aspasios (Ier siècle). Profil de l'Athéna Parthénos. Musée national romain (Inv. 108684)
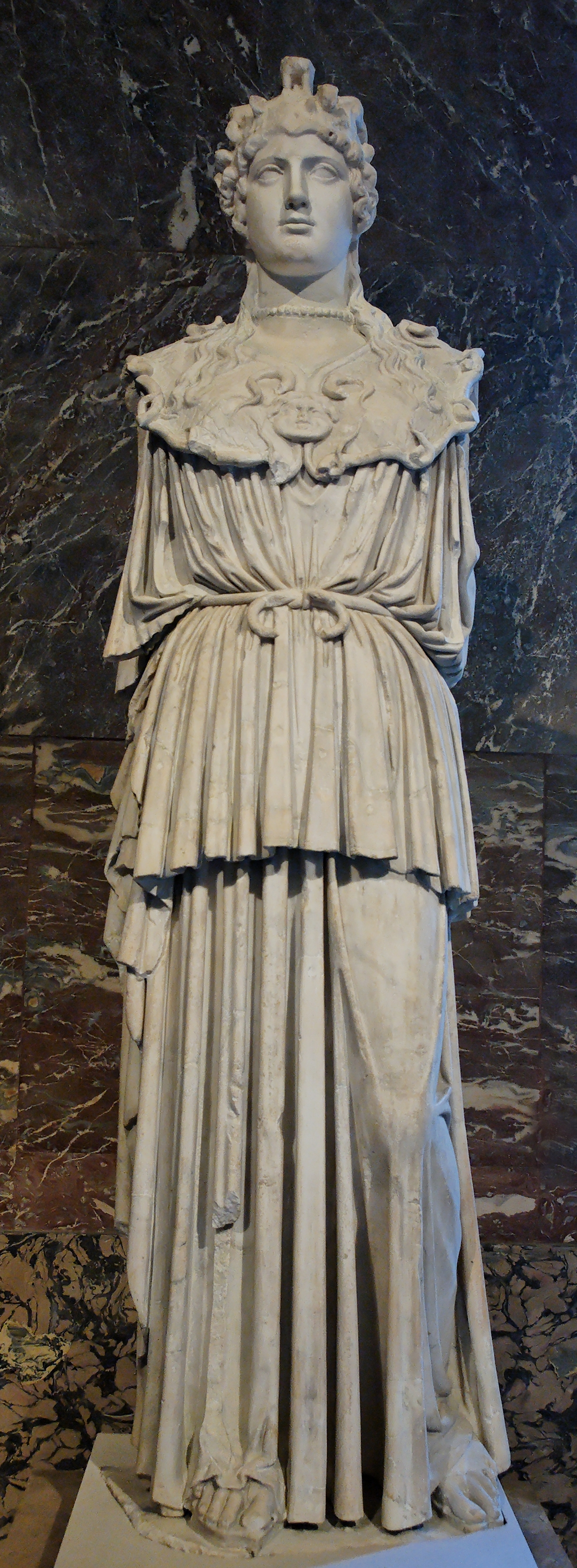
Minerve au collier, copie romaine en marbre de Paros (Ier ou IIe siècle). Musée du Louvre (Ma91).
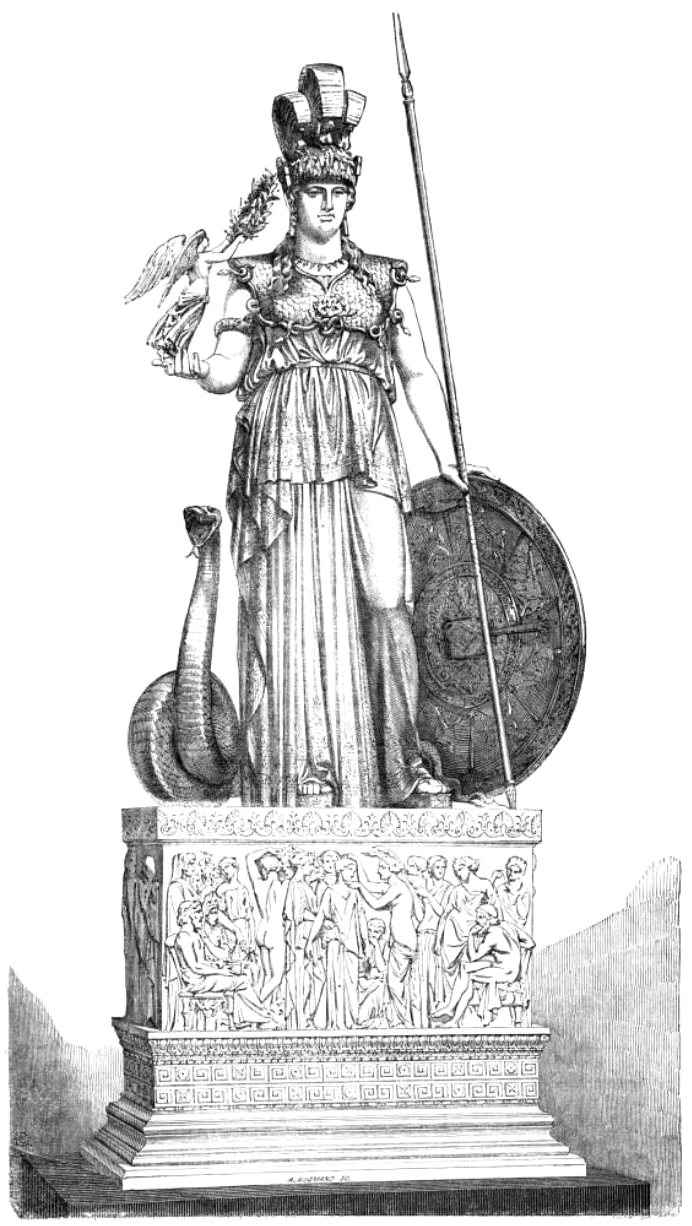
La Minerve de Simart, 1855. Le Magasin pittoresque, vol. 24 (1856).